# 1060-as busz
Az 1060-as jelzésű autóbuszvonal távolsági autóbuszjárat Budapest és Debrecen között, melyet a Volánbusz Zrt. lát el.

## Közlekedése
A járat Budapestet és Debrecent köti össze. Menetideje 3 óra 20 perc.
A járat külön rendeletre közlekedik.

## Megállóhelyei
| 0 | Budapest, Stadion autóbusz-pályaudvar végállomás | 2 | 1, 1A 73, 75, 77, 80 95, 130, 195 396, 397, 398, 399, 400, 402, 410, 412, 414, 422, 424, 430, 432, 434, 435, 436, 437, 438, 439, 440, 441, 442, 485, 486 1020, 1021, 1024, 1031, 1034, 1040, 1044, 1045, 1046, 1049, 1050, 1051, 1052, 1053, 1054, 1067, 1068, 1069, 1070, 1075, 1076, 1077, 1078 | Stadion autóbusz-pályaudvar Puskás Ferenc Stadion , Papp László Budapest Sportaréna |
| 1 | Hortobágy, csárda                                | 1 | 1301, 1343, 1344 | Hortobágyi Nemzeti Park, Kilenclyukú híd, Csárda Múzeum                             |
| 2 | Debrecen, Autóbusz-állomás végállomás            | 0 | 10, 10A, 10Y, 19, 25, 25Y, 34, 35, 35Y, 36, 41, 41Y, 45, 46, 46E, 46EY, 46H, 46Y, 49Y, 125, 125Y, 146 3, 3A, 4, 5, 5A 1301, 1343, 1344, 1372, 1373, 1374, 1410, 1411, 1432, 1440, 1441, 1443, 1446, 1447, 1448, 1449, 1450 4225, 4304, 4323, 4324, 4400, 4401, 4402, 4403, 4405, 4406, 4407, 4408, 4410, 4412, 4413, 4414, 4416, 4420, 4421, 4422, 4423, 4430, 4431, 4432, 4433, 4434, 4438, 4440, 4445, 4446, 4447, 4450, 4451, 4452, 4453, 4459, 4460, 4461, 4463, 4464, 4466, 4475, 4477, 4502, 4506, 4512, 4521 |                                                                                     |